# Alisa Host
Pour les articles homonymes, voir Host.
Alisa Host, également appelée A.L. Host, née le 27 octobre 1988 à Meyrin, est une auteure, aventurière et artiste suisse.

## Biographie
Elle écrit son premier roman à l'âge de 17 ans, intitulé Je devais mourir, livre qu'elle publie seulement dix ans plus tard. À 19 ans, elle créé une maquette géante de la ville de Genève qui fait sensation dans la presse.
En novembre 2015, elle publie La voie des cœurs nomades, un récit de sa marche de 1 600 km en solitaire du Puy-en-Velay à Saint-Jacques-de-Compostelle avec 10 euros par jour. Elle marche pendant 62 jours.
L'été 2020, après avoir vécu trois mois dans une cabane isolée dans les Alpes Suisse, elle traverse la Suède d'Est en Ouest à pied et la Norvège en autostop. Depuis, elle vit de ses peintures murales en Suède. En novembre 2021, elle réalise une fresque sur le port de Frihamnen à Stockholm
Alisa Host est très intéressée par l'écologie, les problèmes de pollution au plastique et milite pour l'achat de choses de seconde main.
En juin 2022, Alisa Host réalise sa plus longue fresque, vingt mètres de long, à Grenade en Espagne. On peut y lire « De Stockholm à Grenade, sans les masques. ». Elle indique qu'il s'agit d'un message de liberté en l'honneur de la fin de la pandémie. La fresque représente notamment l'épidémiologiste suédois Anders Tegnell.

## Publications
- La voie des cœurs nomades, Genève, éd. Plan Vert, 2015
- Zéro trace, Génève, éd. Plan Vert, 2018